# Gynoplistia pleuralis
Gynoplistia pleuralis är en tvåvingeart. Gynoplistia pleuralis ingår i släktet Gynoplistia och familjen småharkrankar.

## Underarter
Arten delas in i följande underarter:
- G. p. pleuralis
- G. p. plutonis